# Utricularia wightiana
Utricularia wightiana är en tätörtsväxtart som beskrevs av Peter Geoffrey Taylor. Utricularia wightiana ingår i släktet bläddror, och familjen tätörtsväxter. Inga underarter finns listade i Catalogue of Life.